# (20897) Deborahdomingue
Deborahdomingue o 2000 WR142 (asteroide n.º 20897) es un asteroide del cinturón principal. Posee una excentricidad de 0,02619110 y una inclinación de 15,58944º.
Este asteroide fue descubierto el 20 de noviembre de 2000 por LONEOS en Anderson Mesa.